# Geldingafell (berg i Island, Austurland, lat 65,42, long -15,95)
Geldingafell är en bergstopp i republiken Island. Den ligger i regionen Austurland, 300 km öster om huvudstaden Reykjavík. Toppen på Geldingafell är 780 meter över havet, eller 296 meter över den omgivande terrängen. Bredden vid basen är 2,6 km.
Trakten runt Geldingafell är nära nog obefolkad, med mindre än två invånare per kvadratkilometer. Det finns inga samhällen i närheten. Trakten runt Geldingafell består i huvudsak av gräsmarker.